# 자크 3세
자크 3세(프랑스어: Jacques III, 그리스어: Ιάκωβος Γ΄ 이아코보스 3세[*], 1473년 7월 6일 ~ 1474년 8월 26일)는 자크 2세와 카테리나 코르나로 사이에 태어난 아들이자 태어난 직후에 키프로스 왕국의 군주이다. 그는 원인을 알 수 없는 증상으로 유아기에 키프로스의 마지막 왕비이자 어머니인 카테리나를 두고 사망했다. 그의 사망으로 베네치아가 키프로스에 대한 소유권을 얻게 되었다.